# 34821 Oyetunji
34821 Oyetunji este o planetă minoră (asteroid), cu un diametru de 7,13 km, din centura de asteroizi. A fost descoperită pe 16 septembrie 2001 la Experimental Test Site⁠(d) de Lincoln Near-Earth Asteroid Research. 
Obiectul prezintă o orbită caracterizată de o semiaxă mare de 2,7697538 UAi, o excentricitate de 0,15, o înclinație de 7,19487 ° în raport cu ecliptica.